# Pawel Sergejewitsch Abankin
Pawel Sergejewitsch Abankin (russisch Павел Сергеевич Абанькин; geb. 5. Septemberjul. / 18. September 1902greg. in Potschkowo, Russisches Kaiserreich; gest. 15. August 1965 in Leningrad, UdSSR) war ein sowjetischer Admiral.

## Laufbahn
Abankin wurde im Dorf Potschkowo in der heutigen Oblast Rjasan geboren. Er wurde 1920 Mitglied der KPdSU und machte 1927 seinen Abschluss an der Marineschule M. W. Frunse in Leningrad. Er diente in der Baltischen Flotte und absolvierte 1937 die Marineakademie. Er wurde Militärkommissar an der Militärfliegerschule in Jeisk und im Juni 1939 Mitglied im Militärrat der Pazifikflotte. Im Juli 1940 wurde er zum Kommandeur der Amur-Flottille ernannt und im Juni 1943 zum Kommandeur der Onega-Flottille. Er übernahm im September 1944 die Leitung der Marineakademie und im April 1945 war er stellvertretender Oberbefehlshaber der Marine. 1951 wurde er zum Admiral befördert. Von 1952 bis 1958 leitete er das Hydrographische Amt der Marine. 1960 ging Abankin in den Ruhestand.

## Auszeichnungen
- 2 Leninorden
- 2 Rotbannerorden
- Uschakoworden Erster Klasse
- Orden des Roten Sterns
- Medaillen, darunter: 
  - Medaille "Sieg über Deutschland"
  - Medaille „Für den Sieg über Japan“